# Карцов, Виктор Андреевич
Ви́ктор Андре́евич Карцо́в (иногда — Ка́рцев; 31 января 1868 — 2 мая 1938, Архангельск) — русский вице-адмирал (1916).

## Биография
Из дворян Смоленской губернии. Родился в семье генерального консула на острове Корфу, статского советника, А. Н. Карцова. Окончил Морское училище (1889).
Командир миноносцев № 210 и № 202 (1900), миноносца «Кондор» (1901—1902).
С 1903 года командир миноносца «Властный», входившего в состав Порт-Артурской эскадры. С началом русско-японской войны принимал активное участие в боевых действиях, в том числе в бою 26 февраля 1904 года с японскими миноносцами. В мае списан на берег в связи с болезнью, после выздоровления воевал на сухопутном фронте, был ранен 9 августа во время боя за редуты № 1 и № 2. Через месяц возвращён на «Властный». Накануне сдачи крепости Порт-Артур прорвался на "Властном" в Чифу с секретными документами и знаменами (20.12.1904), где «Властный» был интернирован.
Командир эсминца «Генерал Кондратенко» (1907—1908), учебного судна «Хабаровск» (1908—1910).
Морской агент во Франции (1910—1913). Командир крейсера «Аврора» и отряда судов Морского корпуса (1913—1914). Исполняющий обязанности (1913—1915), а с 1915 года — последний директор Морского корпуса. 6 декабря 1916 года произведен в вице-адмиралы.
Арестован во время Февральской революции. По воспоминаниям кадета Морского корпуса Н. Р. Вредена: «Позднее стало известно, что во время первого затишья перестрелки [кадет корпуса с окружившей здание корпуса толпой восставших солдат] к переднему входу подъехал автомобиль с белым флагом, и человек, заявивший что представляет Думу, попросил поговорить с директором. Адмирал вышел на тротуар и, в то время как он стоял рядом с автомобилем, был неожиданно затолкнут внутрь и увезён».
Карцов был привезён в Думу и помещён под арест в Министерском павильоне Таврического дворца. Находившийся там же под арестом генерал Глобачев вспоминал: «в числе арестованных находился директор Морского кадетского корпуса вице-адмирал Карцев, который с первого дня своего ареста стал обнаруживать признаки сильного расстройства нервов. Однажды в 4 часа утра он вскочил со своего кресла, в котором спал, и бросился на часового с намерением выхватить у него винтовку. Тогда другой часовой выстрелил и пробил ему пулей плечо на вылет… Карцева солдаты оттащили от часового и передали двум явившимся на крики санитарам. Оказалось, что на него нашел припадок острого умопомешательства, и он имел намерение, вырвав винтовку из рук часового, покончить самоубийством. Когда ему перевязывали рану, он обманул бдительность санитаров и вторично сделал попытку броситься на часового, но успел только, наклонив штык ружья к себе, легко ранить себя в грудь до самого утра он безумно кричал, но, наконец, его одели и куда-то увели».
Работал в Ленинграде в институте «Гидрометео». В декабре 1930 года арестован НКВД вместе с женой и сыном. Жена Карцова Мария Ивановна (урождённая Григорович) была осуждена по ст. 58-10 УК РСФСР на 10 лет, в то время как В. А. Карцов и его сын Андрей были административно высланы в Архангельск.
Скончался 2 мая 1938 года. Похоронен в Архангельске на Ильинском кладбище.

## Семья
Был женат на Марии Ивановне Григорович (1885—1962) — старшей дочери адмирала И. К. Григоровича. Дети: Андрей (1909—1938), Наталья (1911—1999).

## Награды
- Орден Святого Станислава 3-й степени (1 янв. 1901 года)
- Орден Святого Владимира 4-й степени с мечами и бантом (27 марта 1904 года)
- Орден Святого Станислава 2-й степени с мечами (15 дек. 1904 года)
- Орден Святой Анны 2-й степени с мечами (12 дек. 1905 года)
- Орден Святого Георгия 4-й степени — «За подвиг мужества и храбрости, оказанный во время боя миноносцем „Властный“ с неприятельским миноносцем в ночь с 25 на 26 февраля 1904 г. у Порт-Артура»
- Орден Святого Владимира 3-й степени (25 марта 1912 года)
- Орден Святой Анны 1-й степени (6 дек. 1915 года)
- Орден Святого Станислава 1-й степени (6 дек. 1914 года)